# 恋とおしゃれと男のコ
『恋とおしゃれと男のコ』（こいとおしゃれとおとこのこ）は、2002年12月7日にBS-i（現BS-TBS）で放送されたテレビドラマ。BSデジタルのデータ放送機能を利用することでドラマの中に出てくるものをリモコンで購入できるハイビジョン双方向ドラマ、通称「ドラマコマース」（Dコマース）として作られた。

## あらすじ
小さな不動産会社に勤めるOLの宮園さちは、好きになった男性に合わせようとしすぎて、いつも恋愛に失敗してしまう。それでもさちはめげずに次の恋愛に突き進んでいく……。

## 出演
- 宮園さち：星野真里
- 岡田：大浦龍宇一
- 友也：岡本光太郎
- 漆原：大森南朋
- ひろし：坂本ちゃん
- アユミ：岩堀せり
- ノボル：半田健人
- 大輔：須藤公一

## スタッフ
- プロデューサー：丹羽多聞アンドリウ（BS-i）、中尾聡（TBS）
- 脚本：金子ありさ
- 監督：大森美香
- 制作：元田進（TBS）